# Leila Pinheiro
Leila Pinheiro (Belém, 16 de octubre de 1960) es una cantante, pianista, y compositora brasileña de bossa nova. Su álbum de debut tuvo las performances de invitados como Tom Jobim, João Donato, Ivan Lins, Francis Hime, y Toninho Horta, y más tarde actuó con nombres grandes como Zimbo Trío, Pat Metheny, Baden Powell, Toquinho, y otros.

## Trayectoria
Leila se inició en el estudio de piano a los diez años, en el Instituto de Iniciación Musical de Belém. En 1974, Leila desiste de las clases teóricas de música y pasa a estudiar piano con Guillermo Coutinho, músico de talento y presencia importante en el escenario musical de Belém.
En 1980, abandonó - en el segundo año - la carrera de medicina y en octubre, estrena el primer espectáculo, Señal de Salida realizado en el Teatro de la Paz, en Belém, donde debutó como cantante profesional. En 1981, se mudó a Río de Janeiro donde grabó el primer LP, Leila Pinheiro, producido por Raimundo Bittencourt. 
Actuando con el Zimbo Trio en 1984, en el marco de una serie de espectáculos por el exterior, le llegó el éxito cuando ganó el premio de cantante-revelación en el Festival de los Festivales (TV Globo, 1985), donde interpretó la canción "Verde", que fue clasificada en tercer lugar y fue su primer éxito radiofónico.
A invitación del entonces director artístico Roberto Menescal, Leila firmó contrato con la discográfica Polygram (actualmente Universal Music). El disco que marca el estreno en esa discográfica es Ojo Nu, que le garantizó el premio al mejor intérprete en el Festival Mundial de Yamaha. El álbum fue muy elogiado por la crítica especializada. Al año siguiente, recibe de la Asociación Brasileña de Productores de Disco (ABPD) el Trofeo Villa-Lobos, como revelación femenina.
Coleccionando muchos premios, a partir de ahí prosiguió con dos discos más: Alma y principalmente Bendición Bossa Nova. Este último fue lanzado en conmemoración a los treinta años de la bossa nova en Brasil. En el mercado japonés, producido por Roberto Menescal, el disco vendió doscientas mil copias - marca jamás alcanzada por un disco de este género de música hasta entonces. A partir de ahí Leila pasó a ser conocida como cantante de bossa nova, lo que sería reforzado con el lanzamiento del disco Eso es Bossa Nova (1994), que marcó el estreno en la discográfica EMI y fue el último en tener versión en vinilo. En esta discográfica, también lanzó Catavento y Girasol, un tributo a los cantantes y compositores Guinga y Aldir Blanc. En Na Ponta da Língua (1998), trae canciones inéditas de compositores novatos y en Reencuentro (2000), rinde tributo a los cantantes y compositores Ivan Lins y Gonzaguinha.
A finales de los años 90 hizo espectáculos con el compañero y amigo Ivan Lins en Estados Unidos y un tributo a Tom Jobim realizado en el neoyorquino Carnegie Hall. También participó en otros proyectos especiales, tales como Tributo a Tom Jobim (Sonido Libre) y Sinfonía de Río de Janeiro, de Francis Hime. En 1998 participó del Festival Brazilfest, al lado de Bebel Gilberto, Patricia Marx, Carol Saboya y del grupo de cámara Quinteto d'Ellas, proyecto que fue ideado en el Damrosch Park, del Lincoln Center de Nueva York (Estados Unidos).
En 2001 regresó a su antigua discográfica, por la que lanzó el CD Más cosas de Brasil, el primero en vivo de su carrera, que también fue su primer DVD. El repertorio trajo regrabaciones de los antiguos éxitos entre otras canciones consagradas. Después se transfirió a la independiente Biscoito Fino en 2004, donde grabó el CD En los horizontes del mundo (2005). El éxito del álbum acabó por generar el espectáculo homónimo, de donde vino el siguiente trabajo de su carrera: En los horizontes del mundo - en vivo. 

## Discografía

### Como líder
- 1983 - Leila Pinheiro
- 1986 - Olho Nu
- 1988 - Alma
- 1989 - Bênção, Bossa Nova
- 1991 - Outras Caras
- 1993 - Coisas do Brasil
- 1994 - Isso é Bossa Nova
- 1996 - Catavento e Girassol
- 1998 - Na Ponta da Língua
- 2000 - Reencontro
- 2001 - Mais Coisas do Brasil
- 2005 - Nos Horizontes do Mundo
- 2007 - Nos Horizontes do Mundo - ao Vivo
- 2007 - Agarradinhos (Leila Pinheiro e Roberto Menescal)
- 2009 - Pra Iluminar (Leila Pinheiro e Eduardo Gudin)
- 2010 - Meu Segredo Mais Sincero
- 2012 - Raiz
- 2013 - Céu e Mar (Com Nelson Faria)
- 2015 - Por Onde Eu For (EP)

### Como artista presentada
- 2016 - Suite Três Rios - Dan Costa (compositor)

### DVD
- 2001 - Mais Coisas do Brasil - ao vivo
- 2007 - Nos Horizontes do Mundo - ao Vivo
- 2007 - Agarradinhos (con Roberto Menescal)